# Euproctis stenoptera
Euproctis stenoptera är en fjärilsart som beskrevs av Collenette 1932. Euproctis stenoptera ingår i släktet Euproctis och familjen tofsspinnare. Inga underarter finns listade i Catalogue of Life.